# Pnina Granirer
Pnina Granirer (n. 11 aprilie 1935, Brăila, România) este o pictoriță și scriitoare canadiană, de origine evreiască, născută în România.

## Biografie
În 1944, copil fiind, Granirer a fost martoră la transportul convoaielor de evrei din România spre lagărele de exterminare. Viața ei a fost salvată atunci când ofensiva Armatei Roșii pe linia Iași–Chișinău a respins forțele naziste germane. După al Doilea Război Mondial, familia lui Granirer a fost „vândută” în Israel de către guvernul comunist al României. Ea a emigrat în Israel, unde a studiat la Academia de Arte și Design „Bezalel”. După finalizarea studiilor s-a mutat în Vancouver, British Columbia, în 1965.

## Cariera
Lucrările ei au fost expuse și colecționate la nivel național și internațional. Granirer a fondat „Artiști în mijlocul nostru”, prima expoziție itinerantă la Vancouver, în 1993. Cartea ei, Light within the Shadows; A Painter’s Memoir, a fost publicată în luna mai 2017.

## Legături externe
- Site web oficial
- Author question and answer: Pnina Granirer talks Light Within the Shadows
- Artists in Our Midst